# Осколки (мультфільм)
«Осколки» — анімаційний фільм 1966 року Творчого об'єднання художньої мультиплікації студії Київнаукфільм, режисери — Іполит Лазарчук і Євген Сивокінь. Мультфільм озвучено російською мовою. «Осколки» за своєю сценарно-сюжетною побудовою — низка новел. Мультфільм виконано у техніці мальованої анімації. Метраж мультфільму — 284 м.

## Сюжет
Фільм складається з трьох маленьких новел-анекдотів. Всі вони висміюють дрібні незугарності побуту, але дію їх перенесено у праісторичний час, у своєрідне і стилізоване печерне суспільство.
У першій новелі показано, як здоровезний хуліган бешкетує на пляжі. 
Друга новела: завдяки тісноті на «автобусі» (автобусом чи, вірніше, таксі працює якийсь доісторичний «…завр» на зразок славетного Джерті-динозавра) сумирний і чесний обиватель-службовець безневинно одержує від сусідки поцілунок — на його щоці лишається відбиток помади. Вдома дружина влаштовує йому грандіозний скандал і, врешті, викидає з печери його кістки. 

Кадр з мультфільму "Осколки"

І третя новела: як «обмивали» краватку і що з цього вийшло — пропили все.
Не можна сказати, що сатиричне вістря цих трьох новел надто гостре чи спрямоване на найбільш болючі місця сучасності. І тим більш дивує тло, самий ланцюг, який зв'язує ці три анекдоти. А він такий: на кіностудію художніх фільмів «Печерфільм» приносять вибитий на камені сценарій. Редактор його читає його і вимагає «згладити гострі кути». І от після кожної новелки тягнуть і тягнуть цей сценарій до врат «Печерфільму». І проходить він крізь «врата» лише тоді, коли на ньому не лишається жодного гострого місця і він стає круглим, немов яйце.

## Над мультфільмом працювали
- Сценаристи: Володимир Капустян, М. Клейнер
- Режисери-постановники: Іполит Лазарчук, Євген Сивокінь
- Художник-постановник: Євген Сивокінь
- Композитор: Антон Муха
- Художники-мультиплікатори: В. Дьомкін, Єфрем Пружанський, В. Фомін, В'ячеслав Легкобит, Адольф Педан, Володимир Дахно, Володимир Гончаров
- Оператор: Анатолій Гаврилов
- Звукооператор: Р. Пекар
- Редактор: Тадеуш Павленко

## Критика
|                                                                                   | Чи не найголовніший недолік фільму в тому, що зроблено його пере ускладненою кіномовою і доводиться весь час розгадувати, розшифровувати його зміст. І отут ми, здається, підійшли до основи, до кореня суперечливості «Осколків». Так, в них багато вигадки, своєрідності, завзяття. Але є і великий прорахунок. Колектив наших працівників намагається надолужити прогаяне, оволодіти прийомами та методами сучасного мистецтва, діяти на «широкому фронті». І саме в «Осколках» припустився помилки. Адже малюнок цього фільму перебуває під дуже великим впливом сучасної «середньоєвропейської» карикатури. Крім того, що це виявило запозиченість зорового ряду фільму, виявило його стандартизованість (хоча й на вищому щаблі, це не міняє діла), некритичне запозичення далося взнаки і в іншому плані. Йдеться про те, що переускладненість фільму, необхідність його «розшифровування» глядачем іде саме від цього. Адже режисер (він же і художник-постановник) взяв за основу динамічних, рухомих образів манеру статичної карикатури, розрахованої на довге споглядання. І не врахував цього. Звідси й пішла утрудненість сприйняття фільму. |
| — Крижанівський Б. М., Мальоване кіно України. — Київ: «Мистецтво», 1968. — с.129 | |

## Дивись також
- Фільмографія ТО художньої мультиплікації студії "Київнаукфільм"